# Jean-Baptiste Biot
Jean-Baptiste Biot (Párizs, 1774. április 21. – Párizs, 1862. február 3.) francia fizikus, csillagász és matematikus, Félix Savart-ral együtt fedezte fel a Biot-Savart-féle magnetosztatikai törvényt, megállapította a meteoritok valóságát, korai léghajórepülést hajtott végre, és tanulmányozta a fény polarizációját.
A biotot (az elektromos áram CGS-egysége), a biotit ásványt és a kelet-grönlandi Biot-fokot az ő tiszteletére nevezték el.

## Életpályája
Jean-Baptiste Biot Párizsban született 1774. április 21-én, Joseph Biot kincstári tisztviselő fiaként. Kereskedelmi karriert kellett volna bevállalnia, és Joseph Biot elküldte fiát Le Havre-ba, hogy egy kereskedő képezze ki. Feladatainak nagy részét ott a levelek másolása jelentette. Biot önként jelentkezett a hadseregbe.
Tanulmányait a Lyceum Louis-le-Grand-ban és az École Polytechnique-ben végezte. 1794-ben Biot a tüzérségnél szolgált, mielőtt 1797-ben a matematika professzorává nevezték ki Beauvais-ban. Később, 1800 körül a Collège de France fizika professzora lett, három évvel később pedig a Francia Tudományos Akadémia tagjává választották. 1804 júliusában Biot Joseph Louis Gay-Lussac-kal együtt részt vett az első tudományos hőlégballonozáson, hogy megmérjék, hogyan változik a Föld mágneses mezeje a magassággal (NNDB 2009, Reese 2004, O'Connor és Robertson 1997). Elérték a 4000 méteres (13 100 láb) magasságot (NNDB 2009, Reese 2004). Később, 1804 szeptemberében Gay-Lussac egy szólórepüléssel 7010 méterig (23 000 láb) emelkedett (ami pótlólagos oxigén nélkül meglehetősen veszélyes (Reese 2004).
Biot tagja volt a Becsületlégiónak is; 1814-ben chevalier-nek, 1849-ben pedig parancsnoknak választották. 1815-ben a londoni Királyi Társaság külföldi tagjává, 1816-ban a Svéd Királyi Tudományos Akadémia tagjává, 1822-ben pedig az Amerikai Művészeti és Tudományos Akadémia külföldi tiszteletbeli tagjává választották. 1840-ben Biot emellett megkapta a Rumford-érmet, amelyet a Királyi Társaság az anyag termikus vagy optikai tulajdonságai terén ítélt oda. (O'Connor és Robertson 1997). 1850-ben Jean-Baptiste Biot a Journal des savants című folyóiratban egy 7 oldalas emlékiratot tett közzé az 1790-es évek végén és az 1800-as évek elején a Laplace-szal való találkozásairól szóló visszaemlékezéseiből.
Jean-Baptiste Biot-nak egyetlen fia született, Édouard Biot, mérnök és sinológus, aki 1803-ban született. Edouard 1850-ben halt meg, és apja rendkívüli erőfeszítéseket tett, hogy Edouard utolsó könyvének második felét, a kínai klasszikus Tcheou-li című mű referenciális fordítását kiadásra előkészítse. A könyv kéziratban maradt, befejezetlenül. Ahhoz, hogy helyes formában kiadhassa, írta Jean-Baptiste Biot, konzultálnia kellett Stanislas Juliennel, a híres sinológussal, de emellett - különösen a legnehezebb rész, a Kaogongji fordításához - maga is számos műhelyt látogatott meg, és kérdezgette a kézműveseket és mesterembereket a módszereikről és a szókincsükről, hogy ellenőrizze fia munkáját. Biot fordítása a mai napig az egyetlen nyugati nyelvre készült fordítása ennek a könyvnek.
1819 óta a szentpétervári Orosz Tudományos Akadémia tiszteletbeli tagja. 1820-tól a Bajor Tudományos Akadémia külföldi tagja volt.
Párizsban halt meg 1862. február 3-án.

## Munkássága

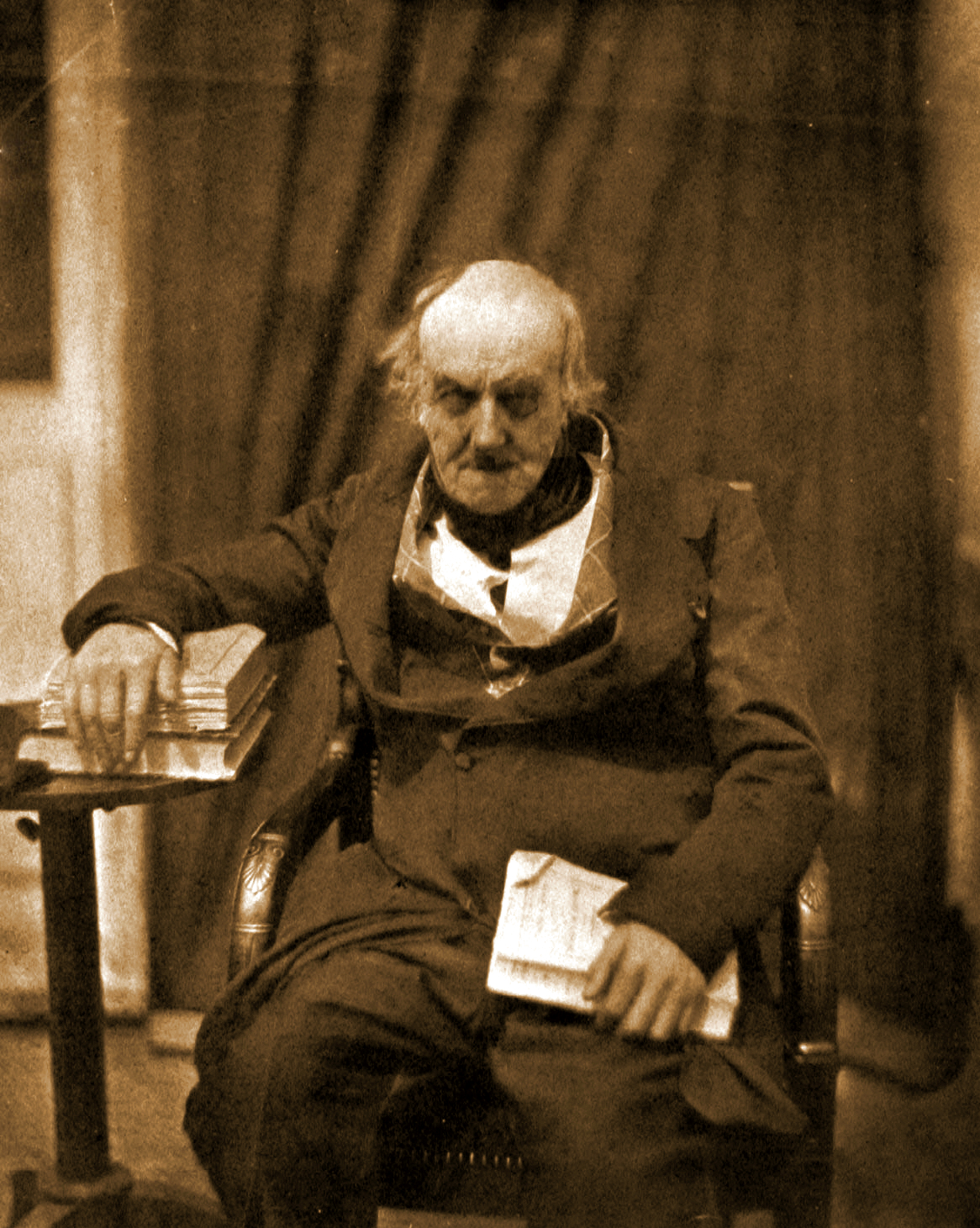
Jean-Baptiste Biot

Jean-Baptiste Biot már életében is sok mindent tett a tudományos közösségért - leginkább az optika, a mágnesesség és a csillagászat területén. A mágnesességben a Biot-Savart-törvényt Biot-ról és kollégájáról, Félix Savart-ról nevezték el 1820-ban végzett munkájukról. 1820-ban végzett kísérletükben kimutatták az elektromosság és a mágnesesség közötti kapcsolatot azzal, hogy "egy hosszú függőleges huzalból és egy egymástól vízszintes távolságra lévő mágneses tűből kiindulva [megmutatták], hogy a huzalon áramot vezetve a tűt mozgásba hozzák" (Parsley).

## Meteoritok
1803-ban Biot-ot az Académie française küldte ki, hogy jelentést tegyen 3000 meteoritról, amelyek a franciaországi Normandiában található L’Aigle-re hullottak (L’Aigle (meteorit)). Megállapította, hogy az akkoriban "köveknek" nevezett meteoritok az űrből érkeztek. Jelentésével Biot segített alátámasztani Ernst Chladni német fizikus 1794-ben közzétett érvelését, miszerint a meteoritok űrből származó törmelékek.

## Biot 1851-ben
Mielőtt Biot alaposan megvizsgálta a franciaországi L’Aigle közelében 1803-ban lezuhant meteoritokat, nagyon kevesen hittek igazán abban, hogy a Földön talált kőzetek földönkívüli eredetűek lehetnek. Voltak anekdotikus történetek szokatlan sziklákról, amelyeket a földön találtak, miután tűzgömböket láttak az égen, de ezeket a történeteket gyakran elvetették, mint fantáziavilágot. A szokatlan kőzetekkel kapcsolatos komoly vita 1794-ben kezdődött, amikor Ernst Chladni megjelentetett egy könyvet, amelyben azt állította, hogy az ilyen kőzetek földönkívüli eredetűek (Westrum). Csak miután Biot-nak sikerült elemeznie a L’Aigle-i köveket, vált általánosan elfogadottá, hogy az égen látott tűzgömbök a légkörben lezuhanó meteorok voltak.

## Művei (válogatás)

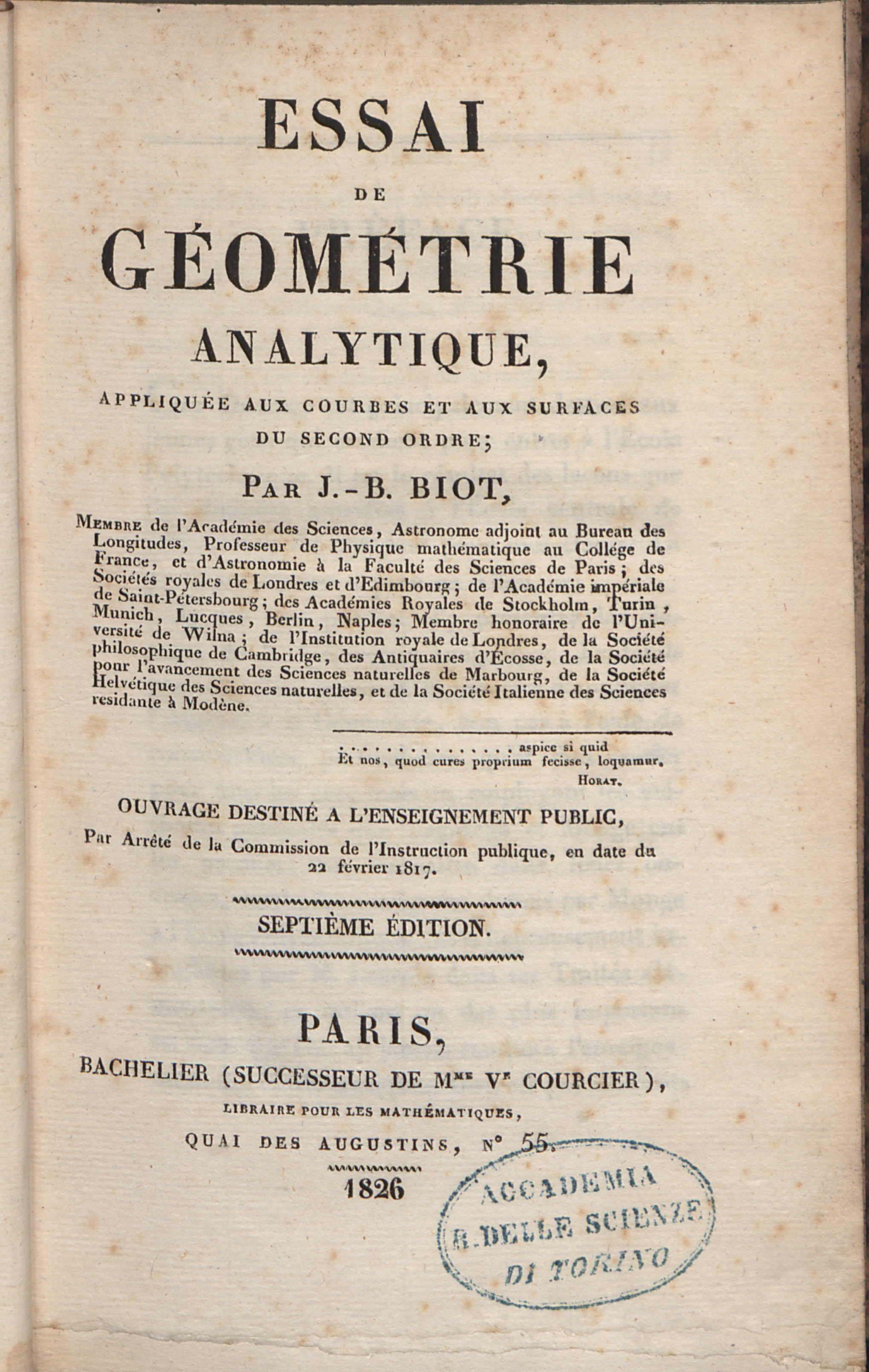
Essai de géométrie analytique, 1826

- Essai sur l’histoire générale des sciences pendant la Révolution française (1795–1803)
- Traité analytique des courbes et des surfaces du second degré (1802)
- Relation d’un voyage fait dans le département de l’Orne pour constater la réalité d’un météore observé à l’Aigle le 6 floréal an 11 (1803). Texte et commentaire sur BibNum.
- Mémoire sur les affinités des corps pour la lumière, et particulièrement sur les forces réfringentes des différens gaz, par MM. Biot et Arago (1806)
- Essai de géométrie analytique, appliqué aux courbes et aux surfaces du second ordre (1805)
- Recherches sur les réfractions extraordinaires qui ont lieu près de l’horizon (1810)
- Traité élémentaire d’astronomie physique (1810)
- Tables barométriques portatives, donnant les différences de niveau par une simple soustraction. Avec une instruction contenant l’histoire de la formule barométrique; et sa démonstration complète par les simples élémens de l’Algèbre; a l’usage des ingénieurs, des physiciens, des naturalistes, et de tous les voyageurs (1811) (Digitalisat)
- Recherches expérimentales et mathématiques sur les mouvemens des molécules de la lumière autour de leur centre de gravité (1814)
- Traité de physique expérimentale et mathématique. 1816
- Précis élémentaire de physique expérimentale. 1817; d’après ses cours de physique à la faculté des sciences de Paris
- Recueil d’observations géodésiques, astronomiques et physiques, exécutées par ordre du Bureau des longitudes de France en Espagne, en France, en Angleterre et en Écosse, pour déterminer la variation de la pesanteur et des degrés terrestres sur le prolongement du méridien de Paris (1821)
- Recherches sur plusieurs points de l’astronomie égyptienne appliquées aux monumens astronomiques trouvés en Égypte (1823)
- Notions élémentaires de statique (1829)
- « Mémoire sur plusieurs points fondamentaux de mécanique chimique », Mémoires de l’Académie royale de l’Institut de France [= Mémoires de l’Académie des Sciences], t. 16, 1838, pp. 229–396. Consultable sur Gallica.
- Mémoire sur la vraie constitution de l’atmosphère terrestre, déduite de l’expérience, avec ses applications à la mesure des hauteurs par les observations barométriques et au calcul des réfractions (1841)
- Mémoire sur le zodiaque circulaire de Dendérah (1844)
- Traité d’astronomie physique (6 volumes, 1850)
- Le Tcheou-li, ou Rites des Tcheou, traduit pour la première fois du chinois par feu Édouard Biot (1851)
- Mélanges scientifiques et littéraires (1858)
- Études sur l’astronomie indienne et sur l’astronomie chinoise (1862)